# Cetopsorhamdia
Cetopsorhamdia is een geslacht van straalvinnige vissen uit de familie van de antennemeervallen (Heptapteridae).

## Soorten
- Cetopsorhamdia boquillae Eigenmann, 1922
- Cetopsorhamdia filamentosa Fowler, 1945
- Cetopsorhamdia iheringi Schubart & Gomes, 1959
- Cetopsorhamdia insidiosa (Steindachner, 1915)
- Cetopsorhamdia molinae Miles, 1943
- Cetopsorhamdia nasus Eigenmann & Fisher, 1916
- Cetopsorhamdia orinoco Schultz, 1944
- Cetopsorhamdia phantasia Stewart, 1985
- Cetopsorhamdia picklei Schultz, 1944